# Irma Joubert
Irma Joubert (Pretoria, 28 augustus 1947) is een Zuid-Afrikaanse schrijfster van historische fictie.

## Levensloop
Irma Joubert werd in Pretoria geboren en groeide op in Bosveld op een boerderij. Na een studie geschiedenis aan de Universiteit van Pretoria en UNISA gaf ze tot 2004 Afrikaans en geschiedenis op een middelbare school. Na haar pensioen volgde ze enkele schrijverscursussen. Haar eerste twee boeken, Verbode drif en Ver wink die Suiderkruis, verschenen in 2006. Met haar achtergrond als geschiedkundige verwerkt de schrijfster veel historische feiten in haar romans. Er zijn inmiddels negen boeken van haar in Nederlandse vertaling verschenen bij uitgeverij Mozaïek (allemaal vertaald door Dorienke de Vries).